# اسکواش در بازی‌های آسیایی ۲۰۱۸
اسکواش یکی از ورزش‌های بازی‌های آسیایی ۲۰۱۸ است که از ۲۳ اوت تا ۱ سپتامبر ۲۰۱۸ برگزار شده‌است.
این مسابقات در دو بخش مردان و زنان در مجموعه ورزشی گلورا بونگ کارنو، جاکارتا، اندونزی انجام شده‌است.

## مدال‌ها
| رویداد        | طلا                 | نقره                            | برنز                          |
| ------------- | ------------------- | ------------------------------- | ----------------------------- |
| انفرادی مردان | Leo Au · هنگ کنگ    | Max Lee · هنگ کنگ               | Saurav Ghosal · هند           |
| انفرادی مردان | Leo Au · هنگ کنگ    | Max Lee · هنگ کنگ               | Mohd Nafiizwan Adnan · مالزی  |
| تیمی مردان    | مالزی               | هنگ کنگ                         | هند                           |
| تیمی مردان    | مالزی               | هنگ کنگ                         | پاکستان                       |
| انفرادی زنان  | Nicol David · مالزی | Sivasangari Subramaniam · مالزی | Dipika Pallikal Karthik · هند |
| انفرادی زنان  | Nicol David · مالزی | Sivasangari Subramaniam · مالزی | Joshna Chinappa · هند         |
| تیمی زنان     | هنگ کنگ             | هند                             | مالزی                         |
| تیمی زنان     | هنگ کنگ             | هند                             | ژاپن                          |

## جدول مدال‌ها
| رتبه  | کشور    | طلا | نقره | برنز | مجموع |
| ۱     | هنگ کنگ | ۲   | ۲    | ۰    | ۳     |
| ۲     | مالزی   | ۲   | ۱    | ۲    | ۴     |
| ۳     | هند     | ۰   | ۱    | ۴    | ۵     |
| ۴     | ژاپن    | ۰   | ۰    | ۱    | ۱     |
| ۴     | پاکستان | ۰   | ۰    | ۱    | ۱     |
| مجموع | مجموع   | ۴   | ۴    | ۸    | ۱۶    |

## کشورهای شرکت کننده
| - چین (۴) - هنگ کنگ (۸) - هند (۸) - اندونزی (۸) - ایران (۵) - ژاپن (۶) - کویت (۱) - ماکائو (۳) - مالزی (۸) | - مغولستان (۶) - نپال (۴) - پاکستان (۸) - فیلیپین (۹) - قطر (۴) - سنگاپور (۴) - کره جنوبی (۸) - سری‌لانکا (۵) - تایلند (۸) |